# Claude Poullart des Places

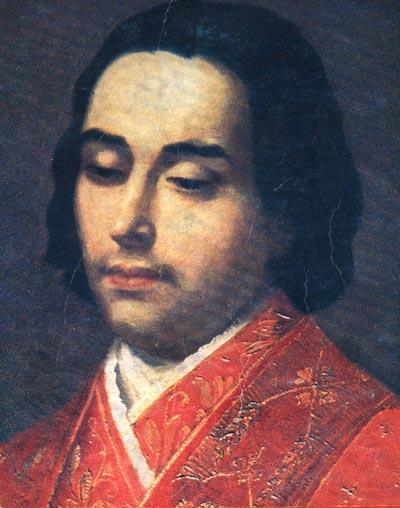
Claude-François Poullart des Places (1679–1709)

Claude-François Poullart des Places (* 26. Februar 1679 in Rennes; † 2. Oktober 1709 in Paris) war ein römisch-katholischer Geistlicher und Ordensgründer der Spiritaner.

## Leben
Claude Poullart des Places entstammte einem französischen Adelsgeschlecht; sein Vater François des Places war Präsident des Parlamentes der Bretagne. Er absolvierte als 21-Jähriger an der damals bedeutendsten juristischen Fakultät Frankreichs, der Universität Nantes, sein Examen in Rechtswissenschaften. Kurz darauf begann er ein Theologiestudium am jesuitischen Collège de Paris, dem heutigen Lycée Louis-le-Grand. Mit seinen Geldmitteln unterstützte er mittellose Theologiestudenten. Aus diesem Engagement heraus gründete er 1703 das „Seminar vom Heiligen Geist“, dem sich 12 Männer anschlossen. 1707 empfing Claude Poullart des Places die Priesterweihe. Er starb zwei Jahre später an der europaweiten Hungersnot.

## Nachleben
Aus dem „Seminar vom Heiligen Geist“ entwickelte sich die Missionsgesellschaft vom Heiligen Geist unter dem Schutz des Unbefleckten Herzens Mariens (lat. Congregatio Sancti Spiritus – CSSp), die als Spiritaner eine der bedeutenden Missionsgesellschaften wurde. Sein Seligsprechungsverfahren wurde eingeleitet.